# Epidemia cholery w Poznaniu (1848)
Epidemia w Poznaniu – epidemia cholery, która miała miejsce w Poznaniu od drugiej połowy sierpnia do 24 listopada 1848.
Epidemię zawleczono ze Szczecina i z Wronek za sprawą otwartej 10 sierpnia 1848 pierwszej linii kolejowej, łączącej Poznań ze Szczecinem przez Stargard. Epidemia cholery trwała już w Szczecinie i Wronkach od dłuższego czasu, co nie odstraszyło tłumów poznaniaków do odbywania wycieczek kolejowych do Szczecina (pociąg kursował dwa razy dziennie). Wkrótce po powrocie pierwszych turystów zaczęły się zachorowania. Epidemia wkrótce opanowała miasto i do listopada zabiła 1008 osób na 2400 chorujących (598 Polaków, 233 Niemców, 41 Żydów i 136 innych). Głównymi ofiarami były ubogie warstwy ludności Poznania.